# يوينسو

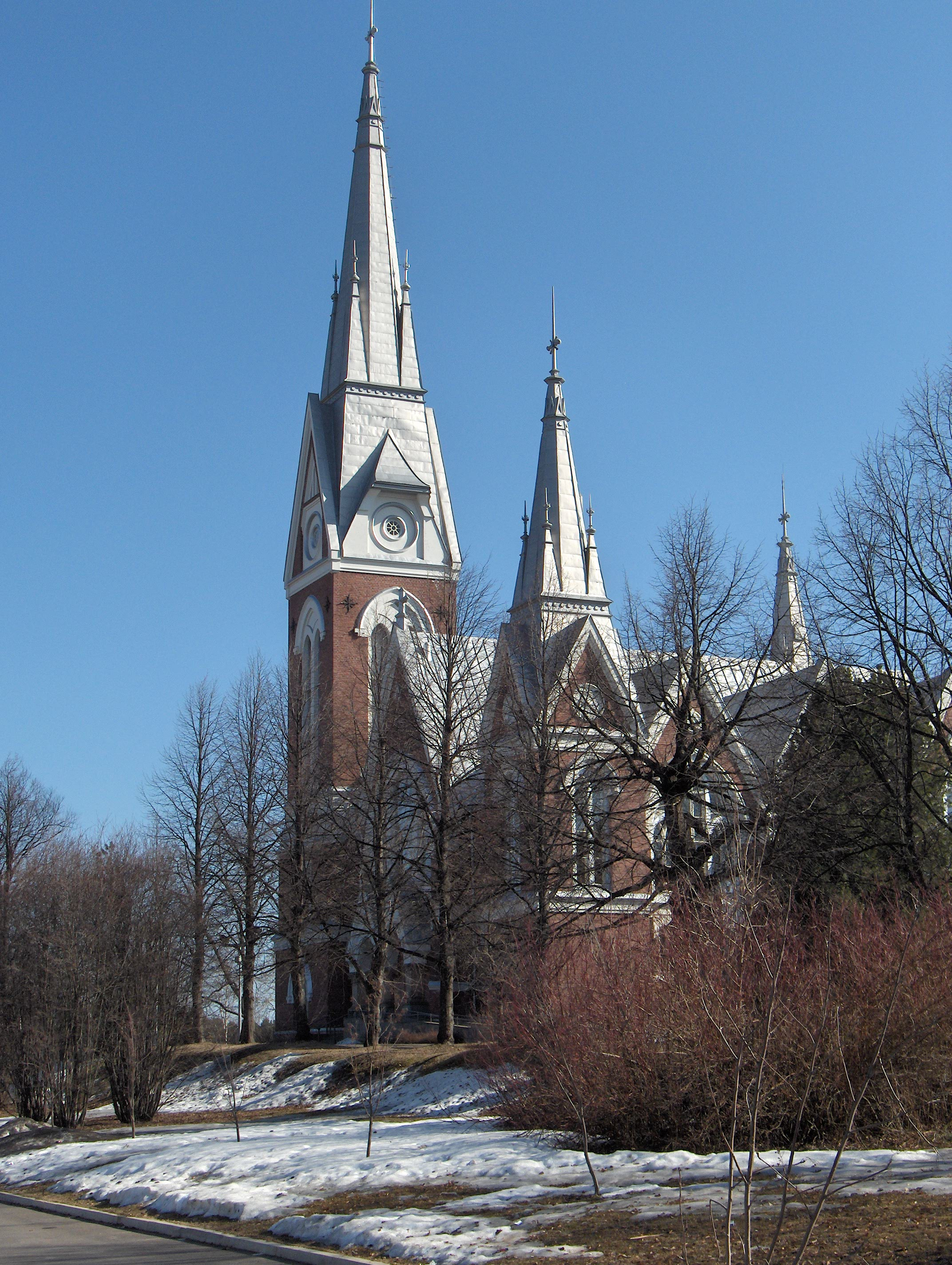
كنيسة يوينسو اللوثرية

يوينسو (Joensuu حرفياً تعني فم النهر) مدينة فنلندية في إقليم كاريليا الشمالية يقطنها 72.730 ساكن.
يوينسو مدينة طلبة جميلة مع أكثر من 8.000 طالب في جامعة يوينسو بإضافة إلى 3.500 في جامعة كاريليا الشمالية للعلوم التطبيقية.
أكبر أرباب العمل هي بلدية مدينة يوينسو ومستشفى كاريليا الشمالية مقاطعة اتحاد البلديات وأبلوي وبوناموستا.
يعطي المعهد الأوروبي للغابات والجامعة وعدة معاهد أخرى وشركات تصدير مثل أبلوي وجون دير للغابات يوينسو نكهة دولية.

## التاريخ
تأسست يوينسو سنة 1848 عند مصب نهر بييليسيوكي ومنه جاء اسمها. سرعان ما أصبحت المدينة محطة تجارية هامة بالإقليم، وبعد الانتهاء من أعمال قناة سايما في الخمسينات من القرن التاسع عشر كذلك مرفأ دولي.
خلال تسعينات القرن الماضي شاب سمعة المدينة سيئة جراء بعض الاعتداءات العنصرية وقد تناولتها الصحف باهتمام واسع، واليوم رغم وجود بعض جماعات متطرفة من «حليقي الرؤوس» في صفوف الشباب المحلي فإن الوضع عاد إلى الهدوء ولا يبدو أنه أكثر إثارة للقلق من باقي المدن الفنلندية.

## المعالم
أكثر كنائس يوينسو إثارة للاهتمام كنيسة القديس نيكولاس الأرثوذكسية المشيدة بالخشب في عام 1887. جميع الأيقونات التي تحويها رسمت بسان بطرسبورغ في أواخر الثمانينات من القرن التاسع عشر.

## أحداث
إلوساريروك هي حفل سنوي لموسيقى الروك منتظر كثيراً يجري خلال عطلة نهاية أسبوع كاملة في حوالي منتصف تموز يوليو. يصل رواده إلى 20,000 شاب، ومجموعة من الموسيقيين أغلبهم فنلنديون، ويجتمعون في الساحة الضخمة التي تستضيف هذا الحدث، في الجزء الجنوب الغربي من المدينة.
مهرجان كاياكا الذي يعقد في مطلع حزيران يونيو، هو مهرجان للموسيقى والرقصات الشعبية الكريلية.

## وصلات خارجية
- Joensuu Marketplace webcam
- مدينة يوينسو (بالإنجليزية)
- مدينة يوينسو (بالفنلندية)
- Pielis.ru – معلومات سياحية عن إقليم كاريليا الشمالية ومدينة يوينسو